# Ardashir II

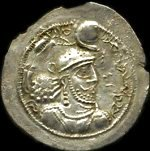
Munt van Ardashir II

Ardashir II was 379 - 383 koning van het Sassanidische Rijk.
Met hem begint een vrij chaotische periode waarin koningen elkaar na korte tijd opvolgden. Ardashir had voor zijn troonsbestijging een harde christenvervolging uitgevoerd, maar hij bleek een zwak heerser. Er waren grote tegenstellingen tussen de rijke adel en priesterkaste enerzijds en het gewone volk anderzijds. Onder de laatsten was hij erg populair maar de hoge adel spande tegen hem samen en na vier jaar op de troon werd hij afgezet ten gunste van zijn neef Shapur III.